# Terpsichore turrialbae
Terpsichore turrialbae là một loài thực vật có mạch trong họ Polypodiaceae. Loài này được (H. Christ) A.R. Sm. miêu tả khoa học đầu tiên năm 1993.